# Batalla de Miajadas
La batalla de Miajadas fou una de les batalles de la guerra del Francès.

## Antecedents

Campanyes franceses

A finals de 1807 el Tractat de Fontainebleau de 1807 autoritzava les tropes napoleòniques a creuar Espanya per tal d'envair Portugal. Les primeres tropes franceses entren a Espanya per Catalunya el 10 de febrer de 1808, van prendre Pamplona el 16 de febrer, i el general Joachim Murat va arribar a Burgos el 13 de març de 1808 camí de Madrid per obtenir la seva adhesió. L'abril de 1808 Napoleó després d'aconseguir l'abdicació de Carles IV i Ferran VII a Baiona, va nomenar rei el seu germà Josep I Bonaparte.
Iniciada la revolta amb l'aixecament del 2 de maig de 1808 i les renúncies successives de Carles IV i el seu fill Ferran al tron d'Espanya en favor de Napoleó, amb la derrota de les tropes napoleòniques el juliol a la batalla de Bailèn, l'arribada dels anglesos i la reorganització dels exèrcits espanyols que planejaven l'atac de Madrid va forçar el rei Josep I Bonaparte a abandonar Madrid i retirar tot l'exèrcit més enllà de l'Ebre. L'emperador Napoleó va envair Espanya amb un enorme exèrcit a finals del 1808, i va dispersar les forces espanyoles i britàniques. El rearmament austríac que acabaria amb la guerra de la Cinquena Coalició provocà que Napoleó marxés de Valladolid el 17 de gener, arribant a París el 23 de gener, demanant a Josep que prengués el control d'Andalusia.
El I Cos del mariscal Claude-Victor Perrin va ser el responsable de la conquesta amb tres divisions d'infanteria sota els generals de la divisió François Amable Ruffin, Eugène-Casimir Villatte i Jean François Leval, dues divisions de cavalleria comandades per Antoine Charles Louis de Lasalle i Victor de Fay de La Tour-Maubourg, així com de l'artilleria del general de la divisió Alexandre-Antoine Hureau de Sénarmont. En total, hi havia 20.000 homes i 50 canons.
La campanya va començar el 15 de març de 1809 creuant el Tajo en diversos punts per convergir a Almaraz, defensada per l'exercit d'Extremadura de Gregorio García de la Cuesta. Les forces de Vicente Cañas y Portocarrero van ser assolades a Mesas de Ibor per la divisió alemanya de Leval, obligant la Cuesta a retirar-se al Guadiana. Durant la retirada, la cavalleria espanyola de Juan de Henestrosa va ser assignada a la rereguarda i la divisió de cavalleria de Lasalle formada pel cinquè i desè regiment de caçadors a cavall, el 2n regiment d'hússars i el 9è regiment de dragons va dirigir la persecució francesa. Entretant, José de Urbina y Urbina, comandant de l'exercit de la Manxa envià la divisió del duc d'Albuquerque a atacar entorpir l'avançada francesa a Toledo mentre ell defensava Ciudad Real.
El 20 de març, es va produir un primer xoc a Berrocal en què el cinquè de caçadors a cavall va escombrar els carrabiners espanyols. L'endemà, mentre la retirada de la Cuesta continuava, Henestrosa va decidir emboscar als seus perseguidors francesos.

## Batalla
El 21 de març avançats a la resta de la divisió de Lasalle, el desè Regiment de caçadors a cavall francesos, al comandament del coronel Jacques Gervais de Subervie, va arribar a prop del poble de Miajadas, sense sospitar la presència de la rereguarda espanyola. Veient aquest regiment aïllat, Henestrosa va posar un petit destacament de cavalleria davant de Miajadas per atraure els francesos i amagar les seves pròpies unitats, els regiments de cavalleria Almansa i Infante, a cada costat de la carretera. Subervie va caure a la trampa i va carregar als pocs genets espanyols posicionats fora del poble. La cavalleria espanyola en emboscada va carregar immediatament i els desè de caçadors va patir pèrdues importants durant la lluita. Aleshores, Henestrosa es va poder retirar sense ser atacat per Lasalle que acabava d'arribar al camp de batalla amb la resta de la seva divisió.

## Conseqüències
Al final de l'acció, el desè Regiment de caçadors a cavall van tenir 63 morts i 70 ferits. El contratemps de Miajadas va obligar Lasalle a alentir la persecució, donant temps a la Cuesta per reunir-se amb la divisió de duc d'Albuquerque de l''exèrcit de la Manxa. Confiat per l'èxit de la seva rereguarda, el general espanyol va situar el seu exèrcit a les altures de Medellín on els francesos van arribar el 23 de març al matí.